# Túi bào tử gỉ

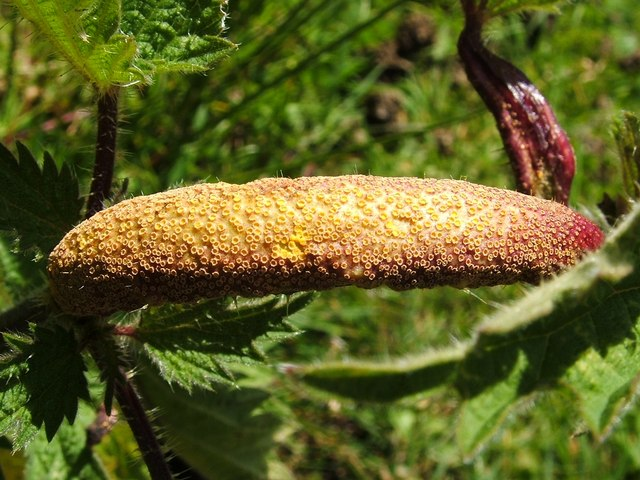
Một nốt gỉ được túi bào tử gỉ phủ kín

Túi bào tử gỉ (tiếng Anh: aecium, số nhiều: aecia) là một cấu trúc sinh sản chuyên hóa trong nấm gây bệnh gỉ và nấm than đen có bào tử gỉ. Trong một số tài liệu, túi bào tử gỉ còn được gọi là "túi tế bào gỉ sắt".
Mỗi cá thể chi Aecidium là một túi bào tử gỉ trong đó các bào tử hình thành theo chuỗi và nằm trong vỏ túi bào tử (peridium) dạng cốc.

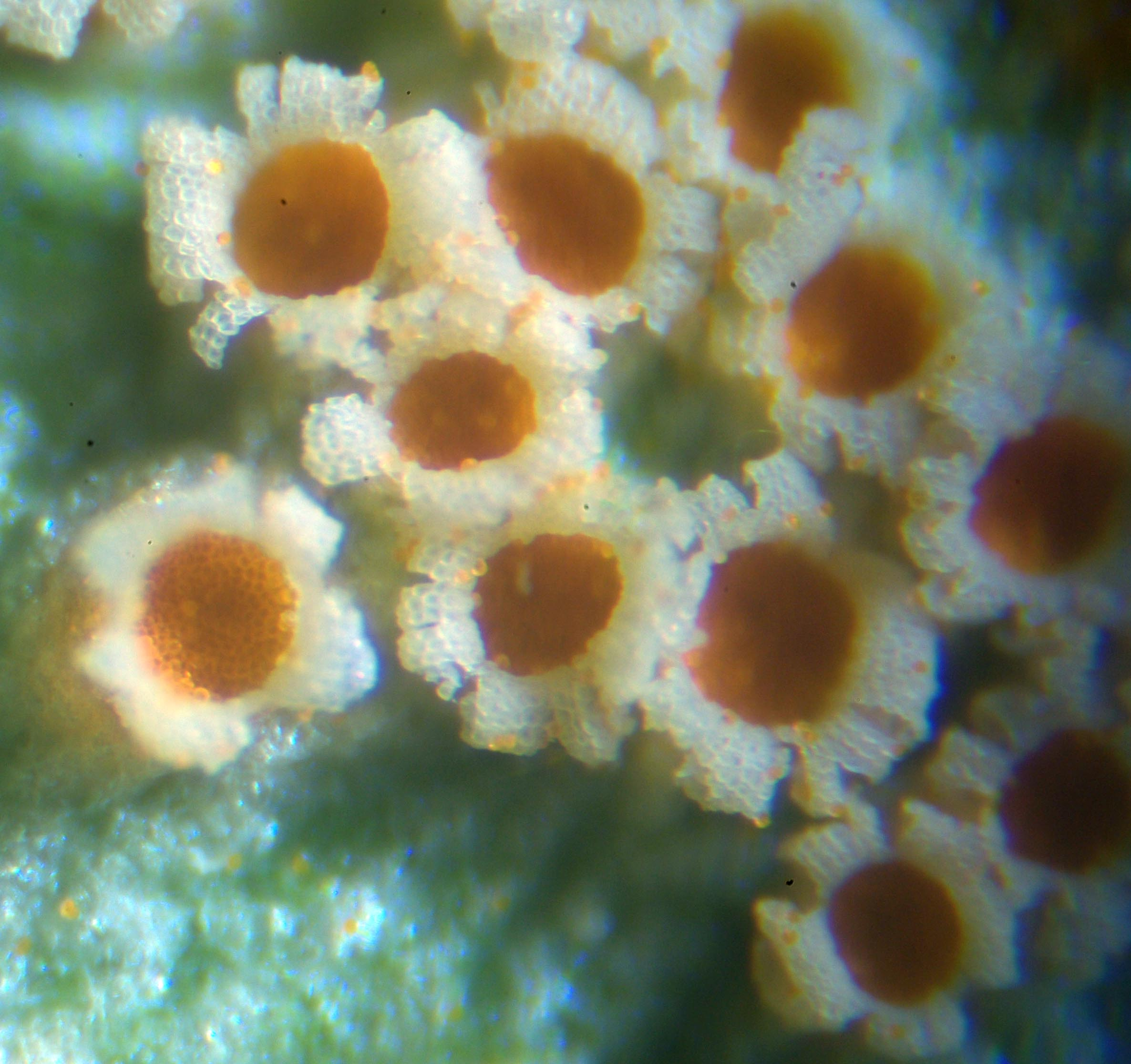
Túi bào tử gỉ dày đặc trên Puccinia sessilis

Tất cả các loài trong chi Phragmidium đều có một caeoma, là dạng túi bào tử gỉ phân tán thiếu vỏ túi bào tử.